# Subaru World Rally Team
El Subaru World Rally Team, també conegut com a SWRT, va ser una escuderia formada pel fabricant japonès per Subaru per competir al Campionat Mundial de Ral·lis. Va debutar al 1980, tot i que des de 1990 es fusiona amb Prodrive.
Guanyador del Mundial de Constructors els anys 1995, 1996 i 1997, així com del Mundial de Pilots l'any 1995 amb Colin McRae, l'any 2001 amb Richard Burns i l'any 2003 amb Petter Solberg.
Després de finalitzar la temporada 2008, i a conseqüència de la crisi financera, Subaru va anunciar la seva retirada del WRC després de 19 anys participant-hi.

## Trajectòria
Subaru inicia la seva trajectòria al Campionat Mundial sota la denominació Subaru Rally Team Japó, dirigit per Noriyuki Koseki. El primer ral·li en el qual participà va ser el Ral·li Safari de 1980 i el cotxe utilitzat durant aquests primers anys serà el Subaru Leone. Els pilots als primers anys de Subaru van ser Ari Vatanen, Per Eklund, Shekhar Mehta, Mike Kirkland, Possum Bourne, José Antonio Celsi i Harald Demuth.
A partir de 1990 Subaru deixa que els seus cotxes els desenvolupi Prodrive, utilitzant com a vehicle el Subaru Legacy RS del Grup A amb Markku Alén de pilot, repetint al 1991. De cara a 1992 els pilots de l'equip són Ari Vatanen i Colin McRae.
De cara 1993 l'equip incorpora el seu característic color blau i groc als vehicles amb l'esponsor State Express 555, de nou amb Vatanen i McRae com a pilots. Al Ral·li de Finlàndia d'aquell any debuta com a vehicle el Subaru Impreza.
La temporada 1994 s'incorpora a l'equip Carlos Sainz, qui li donarà la primera victòria mundialista al Subaru Impreza al Ral·li Acròpolis, afegint-hi la victòria al Ral·li de Nova Zelanda, mentre que McRae guanya el Ral·li de la Gran Bretanya. Aquell any també s'incorpora com a tercer pilot amb temporada parcial Richard Burns. Subaru acaba la temporada segona en la categoria de fabricants amb Sainz segon millor pilot i McRae quart.
La temporada 1995 és triomfal per Subaru, guanyant 5 dels 8 ral·lis del campionat entre Sainz i McRae. Subaru guanya el campionat de constructors, mentre que Colin McRae s'alça com a campió mundial de pilots amb Sainz de nou subcampió.
De cara 1996 Sainz, clau pel salt de qualitat de l'equip, marxa a Ford, de manera que els pilots de l'equip són Colin McRae, Kenneth Eriksson i Piero Liatti. Subaru torna a guanyar el campionat de constructors, però en pilots McRae tan sols pot ser subcampió, per darrere de Tommi Mäkinen amb Mitsubishi. Eriksson finalitzaria quart i Liatti cinquè. La temporada següent, amb els tres mateixos pilots, reeditaria el campionat de constructors, de nou amb McRae subcampió mundial, tan sols un punt per darrere de Mäkinen.
Després d'un 1998 on l'equip queda tercer de constructors i McRae tercer de pilots, l'any 1999 l'equip realitza un important canvi iniciant una nova etapa en quant a pilots, passant a ser-ne Richard Burns, Juha Kankkunen i Bruno Thiry. L'equip finalitza segon en constructors, mentre que Burns acaba subcampió en pilots i Kankkunen quart. A la temporada següent, Burns tornaria a acabar subcampió mundial.
Els dos pilots principals la temporada 2001 seran Richard Burns i Petter Solberg. Burns aconseguiria el títol mundial, si bé al finalitzar la temporada marxaria a Peugeot, incorporant-se a partir de 2002 Tommi Mäkinen. L'any 2002 Petter Solberg seria subcampió mundial amb Subaru, aconseguint alçar-se amb el títol a la temporada següent 2003.
Amb la retirada de la competició de Mäkinen, la temporada 2004 els pilots són Petter Solberg i Mikko Hirvonen. Solberg finalitzaria subcampió mundial, mentre que Hirvonen seria setè. De cara a la temporada següent, Hirvonen seria reemplaçat per Chris Atkinson. Novament Solberg acabaria segon al campionat mundial de pilots.
A partir de 2006 els resultats de Subaru comencen a ser menors. Solberg tan sols acaba el mundial en sisena posició i Atkinson desè.
La temporada 2007 s'incorpora com a tercer pilot amb temporada parcial el català Xevi Pons. Solberg finalitzaria cinquè i Atkinson setè. Pons disputaria onze proves, amb un sisè lloc al Ral·li de Finlàndia com a millor posició.
La temporada 2008 seria la darrera de Subaru al Campionat Mundial, essent de nou els pilots principals Solberg i Atkinson, amb Brice Tirabassi com a tercer pilot parcial.
El 16 de desembre de 2008, a causa de la crisi econòmica del sector del automòbil, la casa japonesa Subaru anuncià la seva retirada del Campionat Mundial.

## Pilots destacats
- Markku Alén
- Richard Burns
- Juha Kankkunen
- Tommi Mäkinen
- Colin McRae
- Xevi Pons
- Carlos Sainz
- Petter Solberg
- Ari Vatanen